# 长柱龙胆
长柱龙胆（学名：Gentiana longistyla）是龙胆科龙胆属的植物，为中国的特有植物。分布在中国大陆的西藏等地，生长于海拔4,600米至4,900米的地区，多生长在高山草甸，目前尚未由人工引种栽培。